# Dörnyei Zoltán
Dörnyei Zoltán (Budapest, 1960. március 11. – Nottingham, 2022. június 10.) magyar születésű brit nyelvész. A pszicholingvisztika professzora a Nottingham Egyetemen, az Egyesült Királyságban. Kutatási területe a második nyelv elsajátítása és a nyelvtanuló pszichológiája, különösen ismert a második nyelv tanulásának motivációjával foglalkozó munkájáról, mivel számos könyvet és tanulmányt publikált ezekről a témákról.

## Tanulmányok
Dörnyei mesterfokozatot szerzett angol nyelvből és irodalomból, valamint történelemből 1985-ben az Eötvös Loránd Tudományegyetem Bölcsészettudományi Kar Angol–Amerikai Intézetben. Disszertációjának címe az 1945 előtti művészeti kereskedelem.
1989-ben doktori címet szerzett az Eötvös Loránd Tudományegyetemen pszicholingvisztika témában. Disszertációjának címe: A pszicholingvisztikai tényezők az idegen nyelvtanulásban.
2003-ban D.Sc. címet szerzett a Magyar Tudományos Akadémia nyelvtudományi szakán.
2008 és 2010 között alapképzésben vett részt a Nottinghami Egyetem teológia szakán.
2011-ben a Nottinghami Egyetem teológiai tanszékén mesterdiplomát szerzett. Dolgozatának címe Átváltoztatás, a szépség és a bibliai értelmezés (Transfiguration, beauty and biblical interpretation). 2017-ben doktori címet szerzett a  Durham Egyetem teológiai és vallási tanszékén. Dolgozatának címe: Progresszív alkotás és az emberiség küzdelmei a Bibliában: Egy kísérlet a kanonikus narratíva értelmezésében.

## Oktatás
Pályafutását az Eötvös Loránd Tudományegyetem Bölcsészettudományi Kar Angol–Amerikai Intézetben kezdte 1988-ban. 1998-ban az Egyesült Királyságba költözött, és a Thames Valley Egyetemen töltött két év után a Nottinghami Egyetem angol iskoláján folytatta.
Dörnyei Idegennyelvi Motivációs Önrendszerét Alison Mackey 2014-ben a The Guardianban idézte.

## Akadémiai díjak
- 1994: A Magyar Nyelvészek Szövetsége Gombocz Zoltán-díja
- 1998: Az amerikai TESOL Szervezet Kiváló Kutatási Díja (társszerző: Kathleen Bardovi-Harlig)
- 1999: Kenneth W. Mildenberger-díj a Modern Nyelvi Társulásnál [8]
- 2006: ILTA Best Paper Award [9]
- 2010: Ben Warren Nemzetközi Ház Tröszt díja
- 2011: Henry Osborn díj a Cornerstone Egyetemen, USA
- 2014: Az angolul beszélő Unió HRH nagy elismerése díj, az Edinburgh-i herceg angol nyelvű könyvdíja

## Bibliográfia

### Fő monográfiák
- - Dörnyei, Z., Henry, A., & Muir, C. (2016). Motivational currents in language learning: Frameworks for focused interventions. New York: Routledge
  - Dörnyei. Z., & Ryan, S. (2015). The psychology of the language learner revisited. New York: Routledge
  - Arnold, J., Dörnyei. Z., & Pugliese, C. (2015). The Principled Communicative Approach: Seven criteria for success. London: Helbling
  - Dörnyei. Z., MacIntyre, P., & Henry, A. (Eds.) (2015). Motivational dynamics in language learning. Bristol: Multilingual Matters
  - Dörnyei. Z., & Kubanyiova, M. (2014). Motivating students, motivating teachers: Building vision in the language classroom. Cambridge: Cambridge University Press
  - Wong, M. S., Kristjánsson, C., & Dörnyei, Z. (Eds.). (2013). Christian faith and English language teaching and learning: Research on the interrelationship of religion and ELT. New York: Routledge
  - Dörnyei, Z. & Ushioda, E. (2011). Teaching and researching motivation (2nd ed.). Harlow: Longman
  - Dörnyei, Z. (2010). Questionnaires in second language research: Construction, administration, and processing (2nd ed.). New York: Routledge
  - Dörnyei, Z. (2009). The psychology of second language acquisition. Oxford: Oxford University Press
  - Dörnyei, Z., & Ushioda, E. (Eds.). (2009). Motivation, language identity and the L2 self. Bristol: Multilingual Matters
  - Dörnyei, Z. (2007). Research methods in applied linguistics: Quantitative, qualitative and mixed methodologies. Oxford: Oxford University Press
  - Dörnyei, Z., Csizér, K., & Németh, N. (2006). Motivation, language attitudes and globalisation: A Hungarian perspective. Clevedon, England: Multilingual Matters
  - Dörnyei, Z. (2005). The psychology of the language learner: Individual differences in second language acquisition. Mahwah, NJ: Lawrence Erlbaum
  - Dörnyei, Z., & Murphey, T. (2003). Group dynamics in the language classroom. Cambridge: Cambridge University Press
  - Dörnyei, Z. (2001). Motivational strategies in the language classroom. Cambridge: Cambridge University Press
  - Ehrman, M., & Dörnyei, Z. (1998). Interpersonal dynamics in second language education: The visible and invisible classroom. Thousand Oaks, CA: Sage
  - Progressive creation and the struggles of humanity in the Bible. A canonical narrative interpretation; Pickwick, Eugene, 2018

### Cikkek
Ez a Google Scholar alapján az öt legfontosabb cikk.
- - Dörnyei, Z. (1994). Motivation and motivating in the foreign language classroom. The Modern Language Journal, 78(3), 273-284. doi: 
  - Clément, R. , Dörnyei, Z. and Noels, K. A. (1994), Motivation, Self‐confidence, and Group Cohesion in the Foreign Language Classroom. Language Learning, 44, 417-448. doi:
  - Dörnyei, Z. (1998). Motivation in second and foreign language learning. Language Teaching, 31(3), 117-135. doi:
  - MacIntye, P. D., Clément, R. , Dörnyei, Z. & Noels, K. A. (1998), Conceptualizing Willingness to Communicate in a L2: A Situational Model of L2 Confidence and Affiliation. The Modern Language Journal, 82, 545-562. doi:
  - Dörnyei, Z. (2003), Attitudes, Orientations, and Motivations in Language Learning: Advances in Theory, Research, and Applications. Language Learning, 53, 3-32. doi:

## Fordítás
- Ez a szócikk részben vagy egészben  a   Zoltán Dörnyei című angol Wikipédia-szócikk ezen változatának fordításán alapul.  Az eredeti cikk szerkesztőit annak laptörténete sorolja fel. Ez a jelzés csupán a megfogalmazás eredetét és a szerzői jogokat jelzi, nem szolgál a cikkben szereplő információk forrásmegjelöléseként.